# Novum (Zeitschrift)
novum – World of Graphic Design war eine von 1924 bis 2021 bestehende Zeitschrift für Grafikdesign. Das ursprünglich unter dem Namen „Gebrauchsgraphik“ zwölfmal jährlich erscheinende Fachmagazin befasste sich mit den Themen Grafik- und Kommunikationsdesign. Darüber hinaus wurden in der Zeitschrift sowohl etablierte Designer aber auch junge Talente präsentiert. novum erschien auf Deutsch und Englisch. Ihre Ausgaben nach 1924 wurden in der Neuen Sammlung der Pinakothek der Moderne in München archiviert und sind dort öffentlich einsehbar.

## Geschichte
In Deutschland trugen vor allem die Veröffentlichungen des „Vereins der Plakatfreunde“ unter dem Namen „Das Plakat“ zum Aufstieg der Zeitschrift bei. Von 1910 bis zu seiner Auflösung 1922 veröffentlichte der Verein eine vierteljährlich, im letzten Jahr 1921, monatlich erscheinende Zeitschrift mit einer Auflage, die sich von anfangs zweihundert auf mehr als fünftausend Exemplare steigerte, und ebnete so den Weg für das erste zweisprachige Magazin für Grafikdesign (englisch/deutsch), das ab 1924 unter dem Namen „Gebrauchsgraphik“ im Berliner Verlag „Phönix Druck“ herausgegeben wurde.
Innerhalb von zwei Jahren hatte sich das Heft zu einer „Monatsschrift zur Förderung künstlerischer Reklame“ gemausert, so der Gründer K.H. Frenzel, der neben der Redaktionsarbeit auch Kritiken zur deutschen Plakatkunst herausgab und sich vor allem auf die Kreativität des Bauhauses und anderer Vertreter der Avantgarde konzentrierte. Gleichzeitig pflegte er als Vorstand des „Bundes Deutscher Gebrauchsgraphiker“ Verbindungen in Europa und den USA. So konnte das Magazin über weltweite Entwicklungen berichten. Die Zeitschrift porträtierte in der Zeit neben anderen Künstlern den russischen Konstruktivisten El Lissitzky und den amerikanischen Designer Edward McKnight Kauffer.
In den USA übernahm „The Book Service Company of New York“ den Vertrieb der Zeitschrift. Mit dem Untertitel „International Advertising Art“ überlebte sie dann zwar die ersten Jahre des Dritten Reiches, musste jedoch aufgrund des Zweiten Weltkrieges und der schwierigen Nachkriegsjahre ab 1944 das Erscheinen einstellen. 1950 wurde sie im Bruckmann Verlag durch Eberhard Hölscher neu gegründet. Während in den späten 1950er Jahren noch Illustrationen das Erscheinungsbild der Zeitschrift prägten und die Schriftart Futura verwendet wurde, gewannen Markenbildung und Corporate Design in den 1960er Jahren zunehmend an Bedeutung. Ab 1966 verwendete das Blatt die Schrift Helvetica für den Lauftext.
In den 1970er Jahren waren pädagogische Themen Inhalt des Magazins und im Anschluss an die Umstellung von Bleisatz auf Fotosatz erschien ein neues schlichtes und funktionales Layout, das den neuen Inhalten über Postmodernismus und Computer-Design aber zu widersprechen schien. So standen in der Nummer novum 8/84 die Plakate des französischen Plakatkünstlers und Designers Alain Le Quernec der neuen digitalen Bilderwelt gegenüber.
Verschiedene Design-Trends der achtziger Jahre führten zu einer Reihe von parallel laufenden Stilwandlungen und das Erscheinungsbild des Magazins änderte sich mehrmals. Der komprimierten Old-Face-Schrift folgten erst Otl Aichers Rotis und schließlich Garamond. In dieser Zeit erfolgte auch ein Generationenwechsel in der novum-Redaktion und die Zeitschrift, die zuvor viersprachig (Deutsch, Englisch, Französisch, Spanisch) erschien, wurde auf die Sprachen Deutsch und Englisch reduziert.
In den letzten Jahren erschien novum im Münchner Stiebner Verlag; die Redaktion, unter Leitung von Bettina Schulz, befand sich in den Räumen des will Magazine Verlags. Seit Anfang der 2000er Jahre widmete sich die Zeitschrift verstärkt dem Thema Haptik. In nahezu jeder Ausgabe wurde ein anderes Veredelungsverfahren, Umschlagmaterial oder Feinpapier präsentiert.
Im Januar 2021 erschien die letzte Ausgabe der novum, nachdem der Stiebner Verlag zuvor eine Einstellung wegen fehlender „wirtschaftlicher Tragfähigkeit“ bekanntgegeben hatte. Offiziell ging die Zeitschrift in der PAGE auf, die teilweise Elemente aus der novum übernehmen und dem gleichen Informationsauftrag gerecht werden sollte. Abonnenten konnten sich übriges Guthaben auszahlen lassen, ansonsten ging ihr Abonnement automatisch in eines der PAGE über. Als inoffizieller, aber dem Konzept der novum doch stärker gleichender, Nachfolger ist das Grafikmagazin zu nennen, welches vom ehemaligen Team der novum (bestehend aus Christine Moosmann (Redaktion), Sonja Pham (Redaktion), Tobias Holzmann (Art Director) und Christian Meier (Marketing)) gegründet wurde und dessen Start durch eine Crowdfunding-Aktion finanziert wurde.

## Daten
- Heftformat: 230 × 297 mm
- Druck: Vierfarbendruck nach der Euroskala, 70er Raster
- Bindung: Lumbeck
- Papier: 300 g/m² Umschlag, 150 g/m² Innenteil
- Schriften: Neue Helvetica, Caslon Book
- Erscheinungsweise: 12 Ausgaben im Jahr
- Auflage: Druck: 11.817, verbreitete Auflage: 8.278, Abo-Auflage: 6.119[3]